# Notre-Dame-de-Cenilly
Notre-Dame-de-Cenilly ist eine französische Gemeinde mit 631 Einwohnern (Stand: 1. Januar 2022) im Département Manche in der Region Normandie. Sie gehört zum Kanton Quettreville-sur-Sienne im Arrondissement Coutances. Die Einwohner werden Cenillais genannt.

## Geographie
Notre-Dame-de-Cenilly liegt 18 Kilometer südöstlich von Saint-Lô in der normannischen Bocage, einer mit einer großen Anzahl an Hecken als Begrenzung landwirtschaftlicher Felder durchzogenen Landschaft. Der Fluss Soulles begrenzt die Gemeinde im Norden. Nachbargemeinden sind Cerisy-la-Salle im Norden, Dangy im Nordosten, Bourgvallées im Osten, Le Guislain im Südosten, Hambye im Süden, Saint-Martin-de-Cenilly im Südwesten, Roncey im Westen und Südwesten sowie Montpinchon im Nordwesten.

## Bevölkerungsentwicklung
| 1962                       | 1968 | 1975 | 1982 | 1990 | 1999 | 2006 | 2018 |
| -------------------------- | ---- | ---- | ---- | ---- | ---- | ---- | ---- |
| 955                        | 919  | 743  | 690  | 660  | 690  | 690  | 636  |
| Quellen: Cassini und INSEE |      |      |      |      |      |      |      |

## Kultur und Sehenswürdigkeiten
- Kirche Notre-Dame aus dem 13. Jahrhundert
- Schloss Marcambie aus dem 16. Jahrhundert
- Schloss Bouillon aus dem 18. Jahrhundert

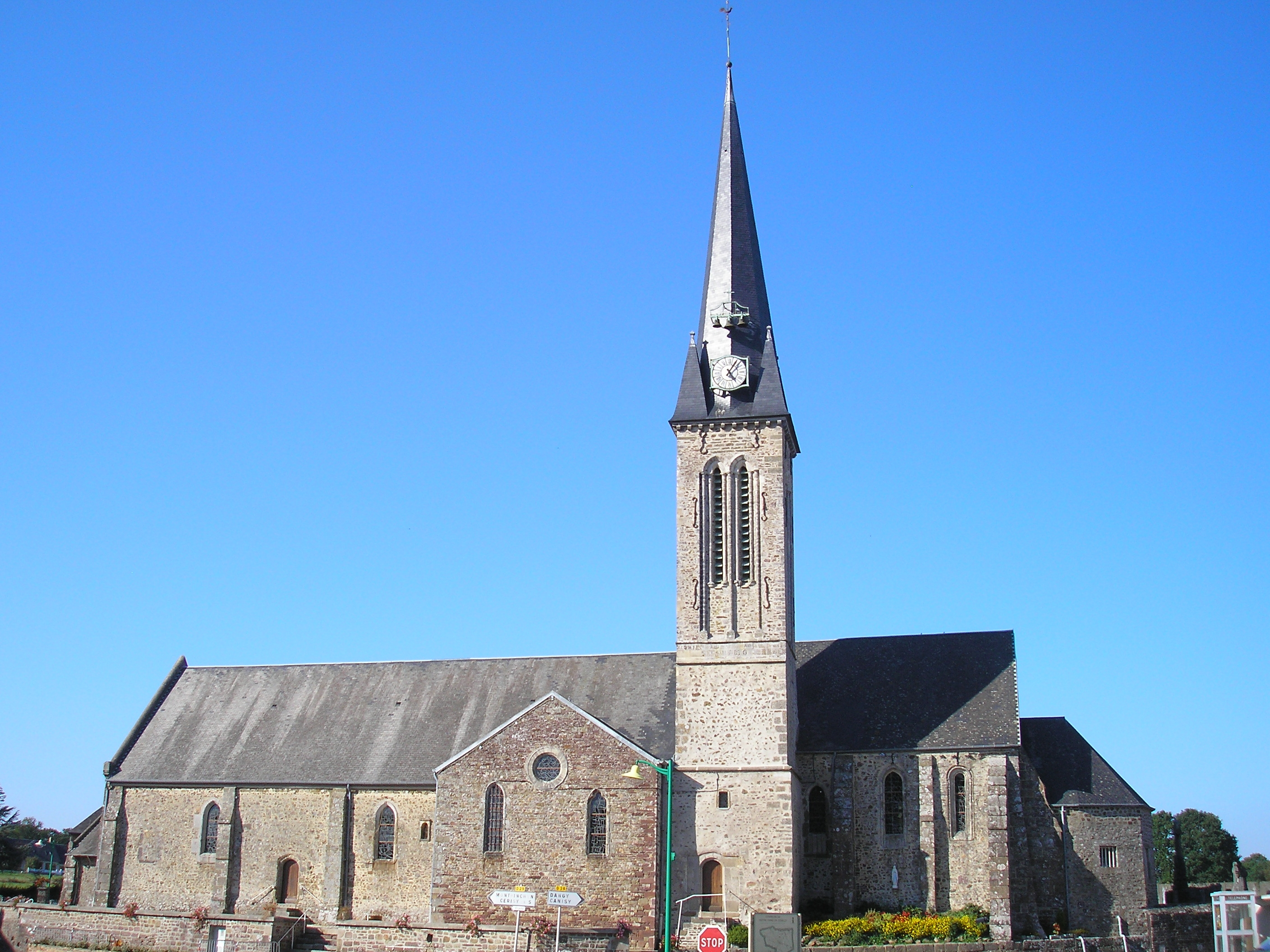
Kirche Notre-Dame
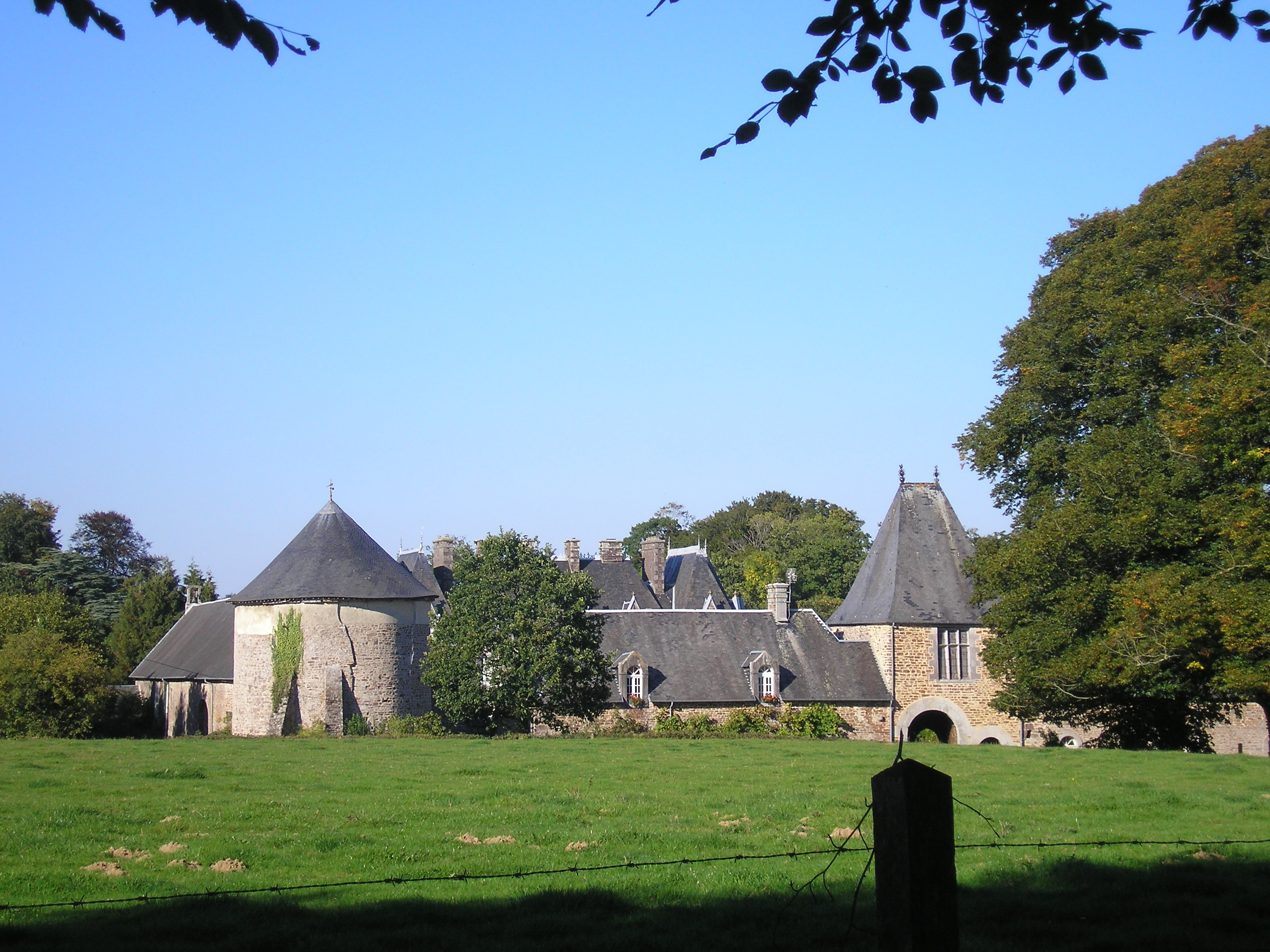
Schloss Marcambie

## Persönlichkeiten
- Henri Varin de la Brunelière (1900–1983), Erzbischof von Fort-de-France und Saint-Pierre
- Anne Heurgon-Desjardins (1899–1977), Tochter von Paul Desjardins, Begründerin des Centre culturel international